# Quintana d'Ascoli Piceno

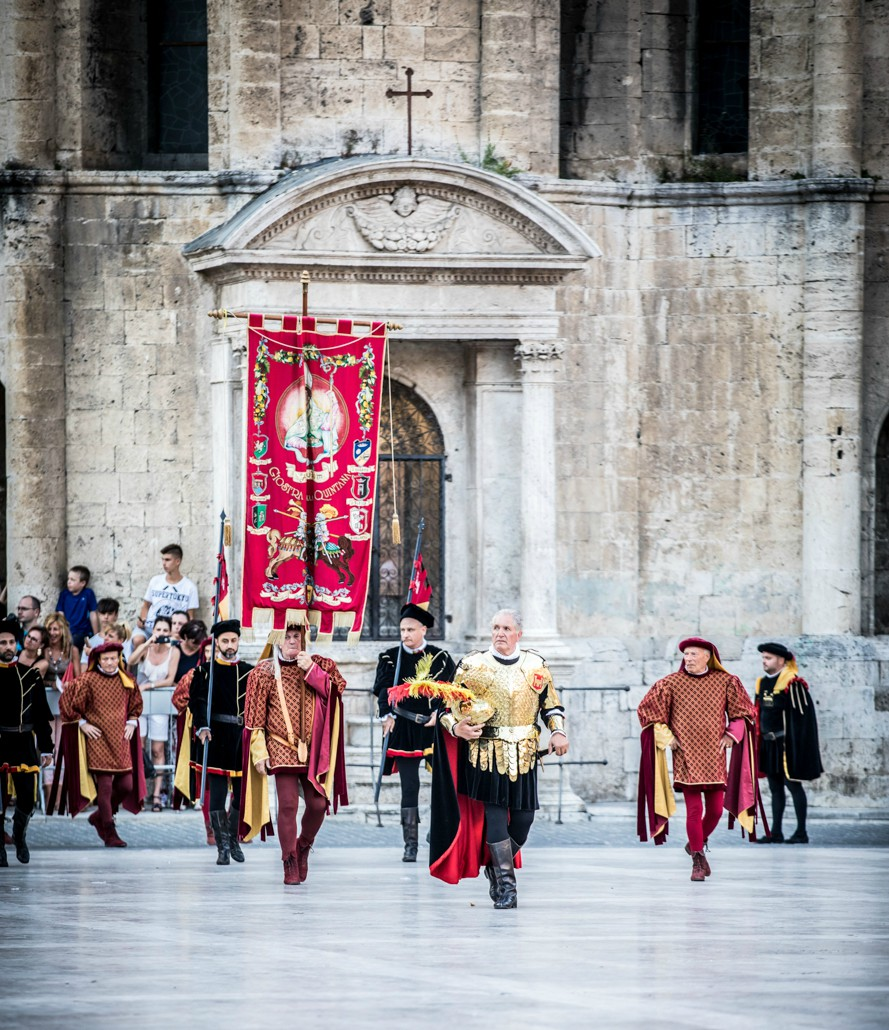
Le capitaine du peuple ouvre le défilé de la Quintana d'Ascoli

La Giostra della Quintana (« Joute de la Quintana ») est une reconstitution historique d'origine médiévale avec une joute équestre qui se tient à Ascoli Piceno dans les Marches.
La compétition se déroule principalement dans l'ancien stade de football du Stade Ferruccio Corradino Squarcia.

## Description et histoire
Les six Sestieri (quartiers) de la ville y participent : Piazzarola, Porta Maggiore, Porta Romana, Porta Solestà, Porta Tufilla, Sant'Emidio.
Il y a 2 éditions de la joute, une en juillet et l'autre en août. L'édition de juillet est consacrée à la Vierge de la Paix et a lieu le soir du deuxième samedi de juillet, tandis que celle d'août a lieu l'après-midi du premier dimanche d'août en la fête de Saint Emidio, patron et premier évêque historiquement attesté de la ville.
Depuis 1997 (après une précédente édition en 1993), il y a également eu une deuxième édition, en l'honneur de Notre-Dame de la Paix.
La manifestation de la Quintana est constitué de divers événements qui débutent au mois de juin, classés par ordre chronologique : sestieri al alert, le serment des consuls, la lecture de l'Annonce (qui est effectuée pour les deux éditions de la Joute), le Palio des Flagistes et des Musiciens, le Salut à Notre-Dame de la Paix, la Joute de juillet (course en l'honneur de Notre-Dame de la Paix) précédée de la procession, le Palio des Archers, l'Offrande des Bougies, et enfin la Joute d'août (dite « de la Tradition »), également précédée de la même procession qui a lieu en juillet, en l'honneur de Saint Emidio.

## Sources
- (it) Cet article est partiellement ou en totalité issu de l’article de Wikipédia en italien intitulé « Quintana di Ascoli Piceno » (voir la liste des auteurs).